# Liste der Biografien/Smith, A
Liste der Biografien |
Portal Biografien |
A Personensuche
# |
A |
B |
C |
D |
E |
F |
G |
H |
I |
J |
K |
L |
M |
N |
O |
P |
Q |
R |
S |
T |
U |
V |
W |
X |
Y |
Z |
?
 
Sa |
Sb |
Sc |
Sd |
Se |
Sf |
Sg |
Sh |
Si |
Sj |
Sk |
Sl |
Sm |
Sn |
So |
Sp |
Sq |
Sr |
Ss |
St |
Su |
Sv |
Sw |
Sy |
Sz
 
Sma |
Smb |
Sme |
Smi |
Smj |
Smo |
Smr |
Smu |
Smy
 
Smia |
Smic |
Smid |
Smie |
Smig |
Smij |
Smik |
Smil |
Smir |
Smis |
Smit
 
Smita |
Smite |
Smith |
Smitk |
Smitr |
Smits |
Smitt
 
Smith, A |
Smith, B |
Smith, C |
Smith, D |
Smith, E |
Smith, F |
Smith, G |
Smith, H |
Smith, I |
Smith, J |
Smith, K |
Smith, L |
Smith, M |
Smith, N |
Smith, O |
Smith, P |
Smith, Q |
Smith, R |
Smith, S |
Smith, T |
Smith, U |
Smith, V |
Smith, W |
Smith, Y |
Smith, Z |
Smith? |
Smitha |
Smithe |
Smithi |
Smiths |
Smithw |
Smithy
Die Liste der Biografien führt alle Personen auf, die in der deutschsprachigen Wikipedia einen Artikel haben. Dieses ist eine Teilliste mit 110 Einträgen von Personen, deren Namen mit den Buchstaben „Smith, A“ beginnt.

## Smith, A
- Smith, A. J. Stewart (* 1938), kanadischer experimenteller Teilchenphysiker

### Smith, Aa
- Smith, Aaron (* 1987), US-amerikanischer Basketballschiedsrichter

### Smith, Ab
- Smith, Abby (* 1993), US-amerikanische Fußballtorhüterin
- Smith, Abraham Herr (1815–1894), US-amerikanischer Politiker

### Smith, Ac
- Smith, Ackelia (* 2002), jamaikanische Dreispringerin

### Smith, Ad
- Smith, Ada (1894–1984), US-amerikanische Vaudeville-Tänzerin, Sängerin und Nachtclubbetreiberin
- Smith, Ada (1903–1994), britische Turnerin
- Smith, Adam († 1790), schottischer Ökonom und MoralphilosophAdam Smith († 1790)

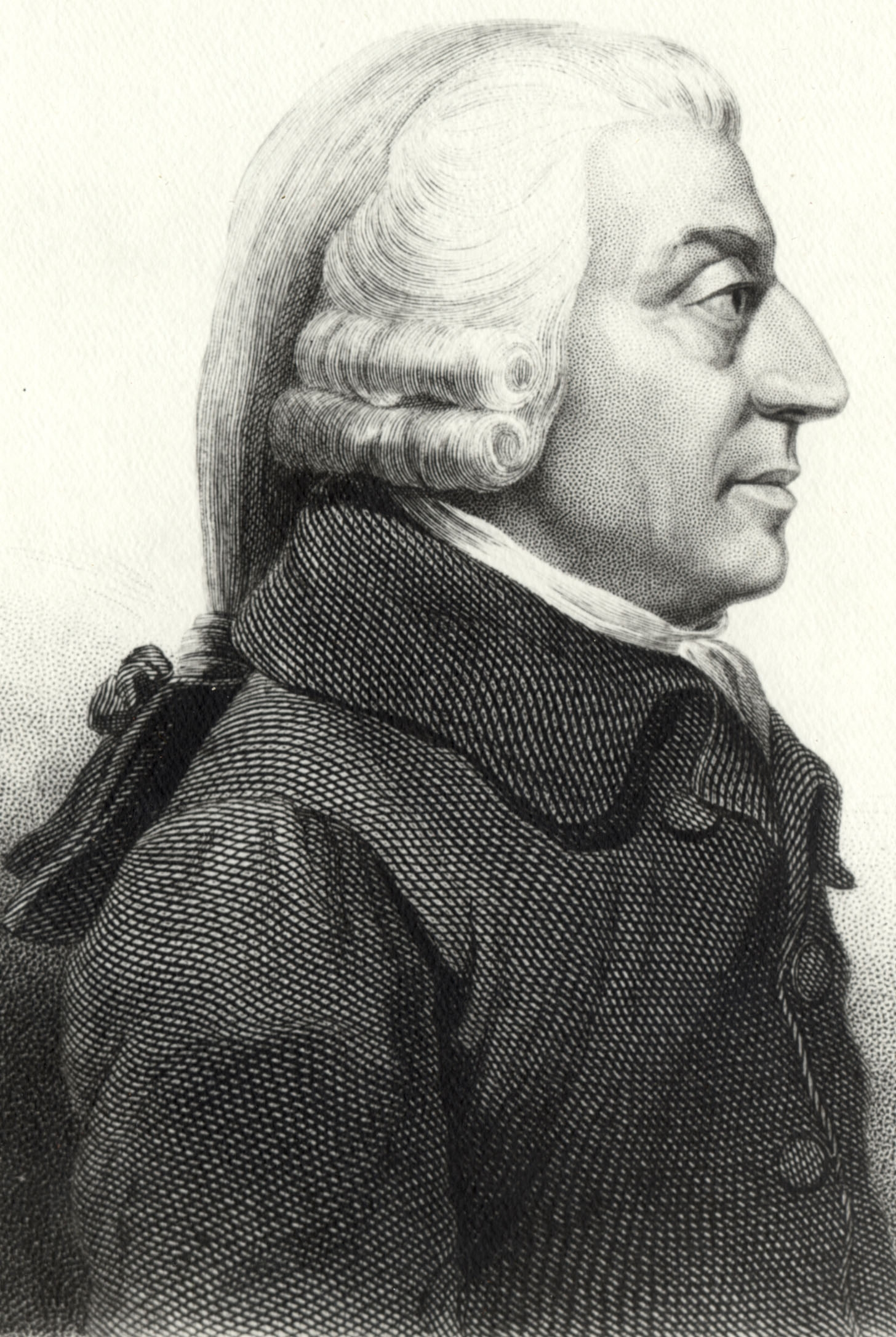
Adam Smith († 1790)

- Smith, Adam (1903–1985), US-amerikanischer Schwimmer
- Smith, Adam (* 1965), US-amerikanischer Politiker
- Smith, Adam (* 1980), US-amerikanischer Snowboarder
- Smith, Adam (* 1991), englischer Fußballspieler
- Smith, Adam Davison, kanadischer Informatiker und Kryptologe
- Smith, Addison T. (1862–1956), US-amerikanischer Politiker
- Smith, Adrian (* 1944), US-amerikanischer Architekt
- Smith, Adrian (* 1957), britischer Rockmusiker und einer der drei Gitarristen der Heavy-Metal-Band Iron MaidenAdrian Smith (* 1957)

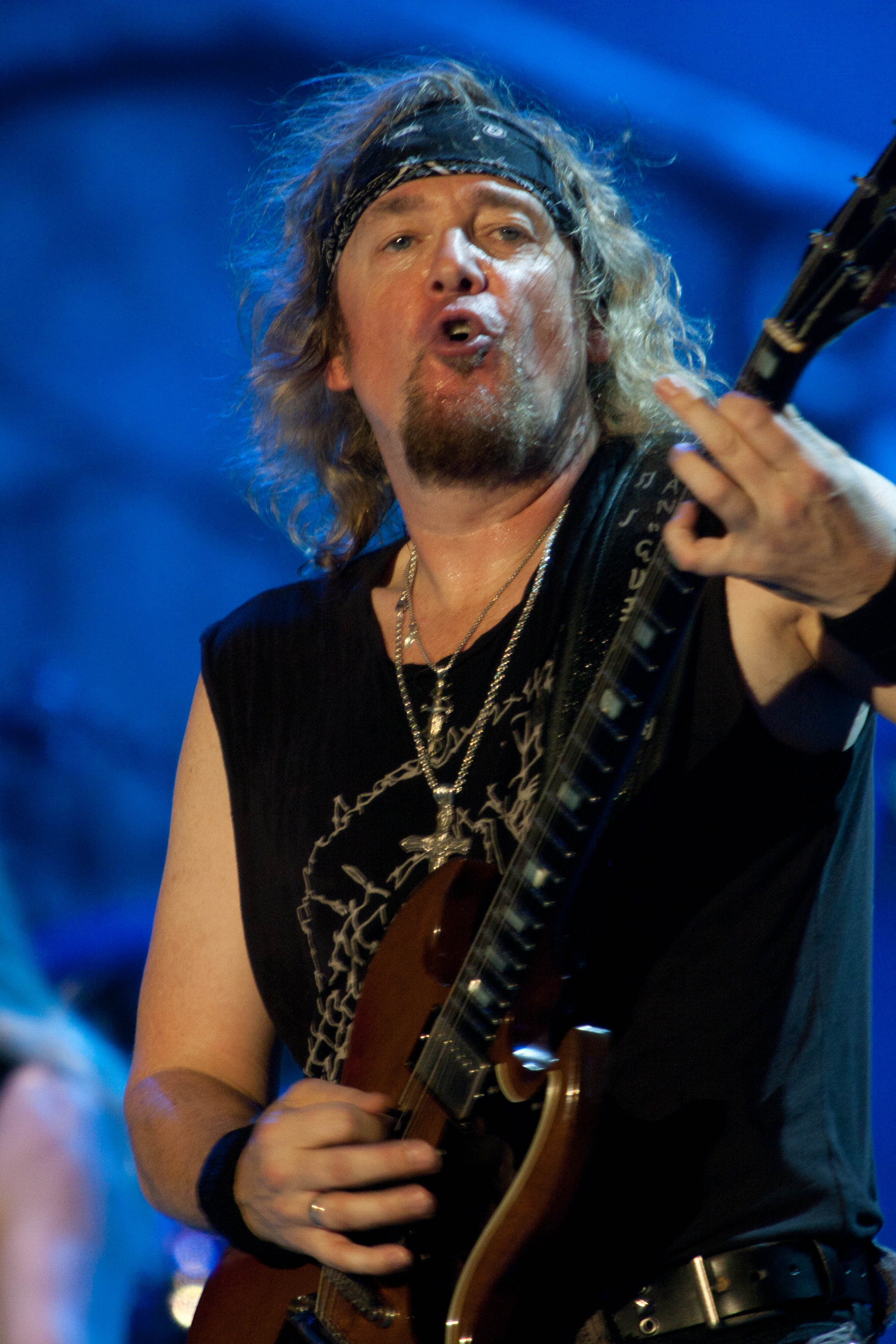
Adrian Smith (* 1957)

- Smith, Adrian M. (* 1970), US-amerikanischer Politiker
- Smith, Adrian Thomas (* 1940), irischer Geistlicher, emeritierter Erzbischof von Honiara

### Smith, Ah
- Smith, Ahmad (* 1984), US-amerikanischer Basketballspieler

### Smith, Ai
- Smith, Aiden (* 2004), südafrikanischer Kugelstoßer

### Smith, Ak
- Smith, Aksel (1880–1919), norwegischer Zahnarzt, Autor und Prediger

### Smith, Al
- Smith, Alan (* 1957), britischer Geistlicher, Bischof von St. Albans, Kirche von England, Mitglied des House of Lords
- Smith, Alan (* 1962), englischer Fußballspieler
- Smith, Alan (* 1970), britischer Animator
- Smith, Alan (* 1980), englischer Fußballspieler
- Smith, Alana (* 1999), US-amerikanische Tennisspielerin
- Smith, Albert (1793–1867), US-amerikanischer Politiker
- Smith, Albert (1805–1870), US-amerikanischer Politiker
- Smith, Albert C. (1894–1974), US-amerikanischer Offizier, Generalmajor der US-Army
- Smith, Albert E. (1875–1958), Pionier der US-amerikanischen Filmindustrie
- Smith, Albert L. Jr. (1931–1997), US-amerikanischer Rechtsanwalt und Politiker
- Smith, Albert Richard (1816–1860), britischer Schriftsteller
- Smith, Alec (1875–1954), schottischer Fußballspieler
- Smith, Alex (* 1984), US-amerikanischer American-Football-Spieler
- Smith, Alexander (* 1988), britischer Hammerwerfer
- Smith, Alexander (* 1993), US-amerikanischer Mathematiker
- Smith, Alexis (1921–1993), US-amerikanisch-kanadische Filmschauspielerin
- Smith, Alf, schottischer Fußballspieler
- Smith, Alfred A., US-amerikanischer College-Fußballspieler, Fußballtrainer und -funktionär
- Smith, Alfred E. (1873–1944), US-amerikanischer Politiker
- Smith, Algee (* 1994), US-amerikanischer Schauspieler und SängerAlgee Smith (* 1994)

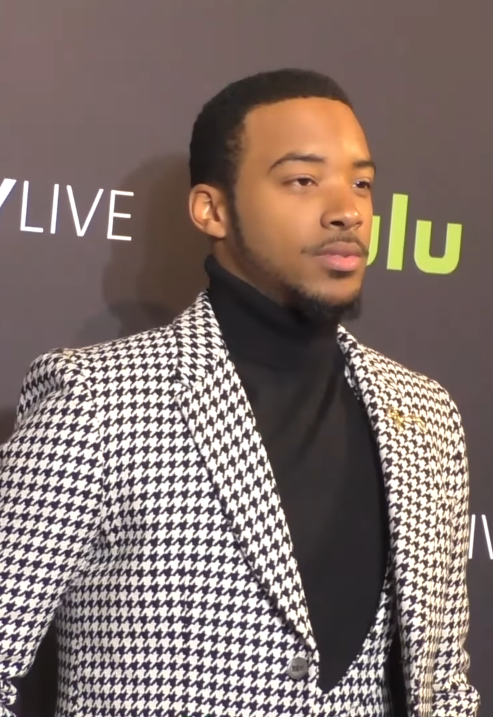
Algee Smith (* 1994)

- Smith, Ali (* 1962), britische Autorin
- Smith, Alice (* 1977), US-amerikanische Sängerin und Songwriterin
- Smith, Alice Mary (1839–1884), englische Komponistin
- Smith, Alice Ravenel Huger (1876–1958), US-amerikanische Malerin, Grafikerin und Schriftstellerin
- Smith, Alicia (* 1996), australische Tennisspielerin
- Smith, Allan (* 1992), schottischer Hochspringer
- Smith, Allen (1925–2011), US-amerikanischer Jazztrompeter
- Smith, Allen Ray (* 1980), US-amerikanisch-deutscher Basketballspieler und -trainer
- Smith, Alonzo G. (1848–1907), US-amerikanischer Politiker
- Smith, Alphonse John (1883–1935), US-amerikanischer Geistlicher, Bischof von Nashville
- Smith, Alyn (* 1973), britischer Politiker, MdEP, Unterhausabgeordneter und Mitglied der Schottischen Nationalpartei

### Smith, Am
- Smith, Amanda Berry (1837–1915), afroamerikanische Evangelistin, Missionarin, Sozialreformerin
- Smith, Amber (* 1971), US-amerikanische Schauspielerin und ModelAmber Smith (* 1971)

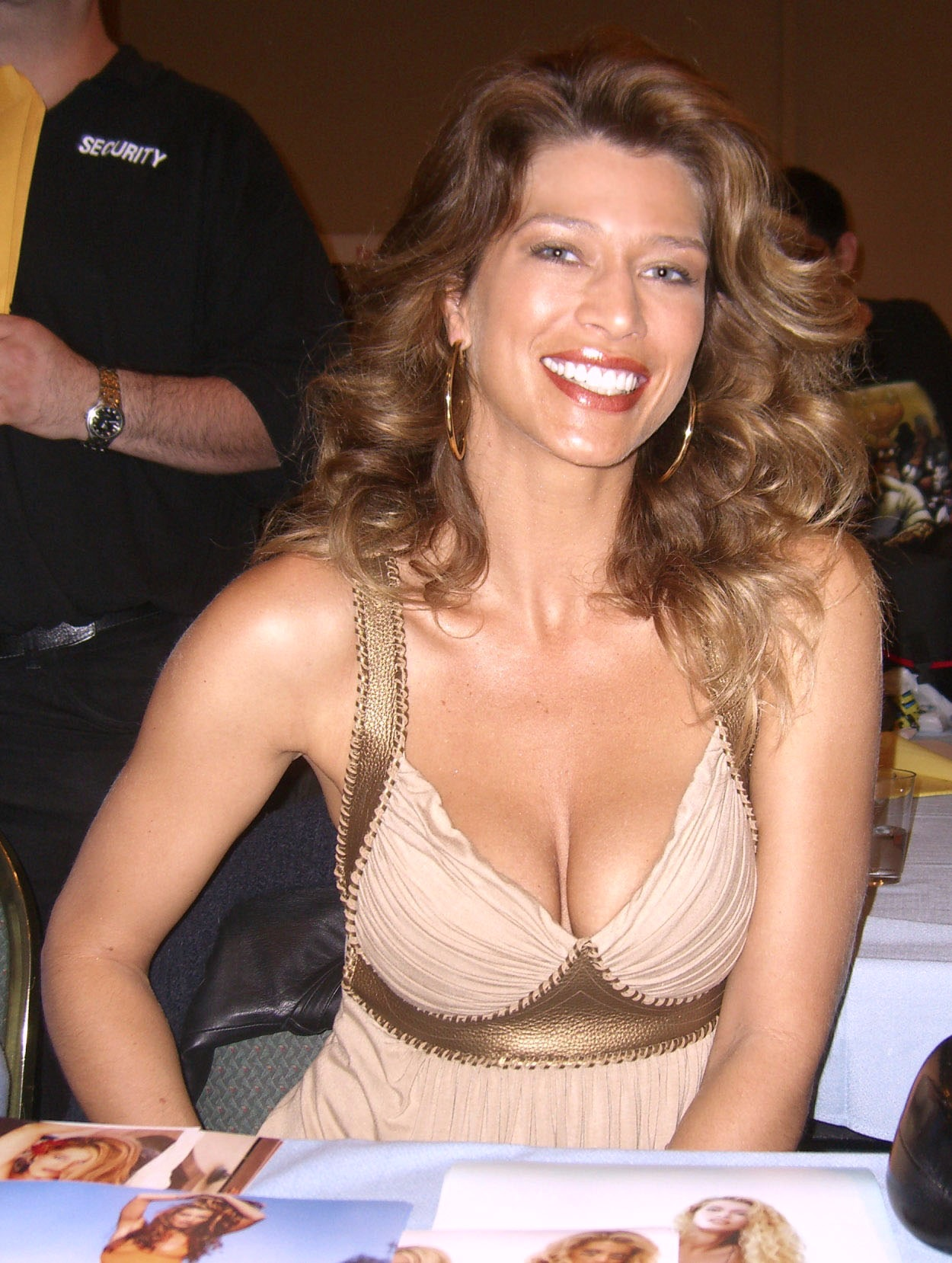
Amber Smith (* 1971)

- Smith, Amelie Bea (* 2011), britische Kinderdarstellerin
- Smith, Amos (1944–2025), US-amerikanischer Chemiker
- Smith, Amy C. (* 1966), US-amerikanische Klassische Archäologin

### Smith, An
- Smith, Anabelle (* 1993), australische Wasserspringerin
- Smith, Andre (* 1985), US-amerikanischer Basketballspieler
- Smith, Andrew (1797–1872), britischer Militärarzt der Chirurgie und Zoologe
- Smith, Andrew (* 1945), irischer Altphilologe und Philosophiehistoriker
- Smith, Andrew (* 1951), britischer Politiker (Labour), Mitglied des House of Commons
- Smith, Andrew (* 1954), britischer Paläontologe
- Smith, Andrew (* 1964), jamaikanischer Sprinter
- Smith, Andrew (* 1992), lettisch-US-amerikanischer Basketballspieler
- Smith, Andrew J. (* 1967), britischer Filmregisseur, Drehbuchautor und Filmproduzent
- Smith, Andrew Jackson (1815–1897), US-amerikanischer Generalmajor
- Smith, Andrew Michael (* 1984), englischer Badmintonspieler
- Smith, Andrew T. (* 1946), US-amerikanischer Zoologe
- Smith, Andy (* 1967), englischer Dartspieler
- Smith, Andy (* 1980), nordirischer Fußballspieler
- Smith, Angela (* 1953), englische Squashspielerin
- Smith, Angela Christine (* 1961), britische Politikerin, Mitglied des House of Commons
- Smith, Angela, Baroness Smith of Basildon (* 1959), britische Politikerin
- Smith, Angus, 3. Baron Bicester (1932–2014), britischer Peer und Politiker (parteilos)
- Smith, Ann Eliza (1819–1905), US-amerikanische Autorin
- Smith, Anna (* 1988), britische Tennisspielerin
- Smith, Anna Deavere (* 1950), US-amerikanische SchauspielerinAnna Deavere Smith (* 1950)

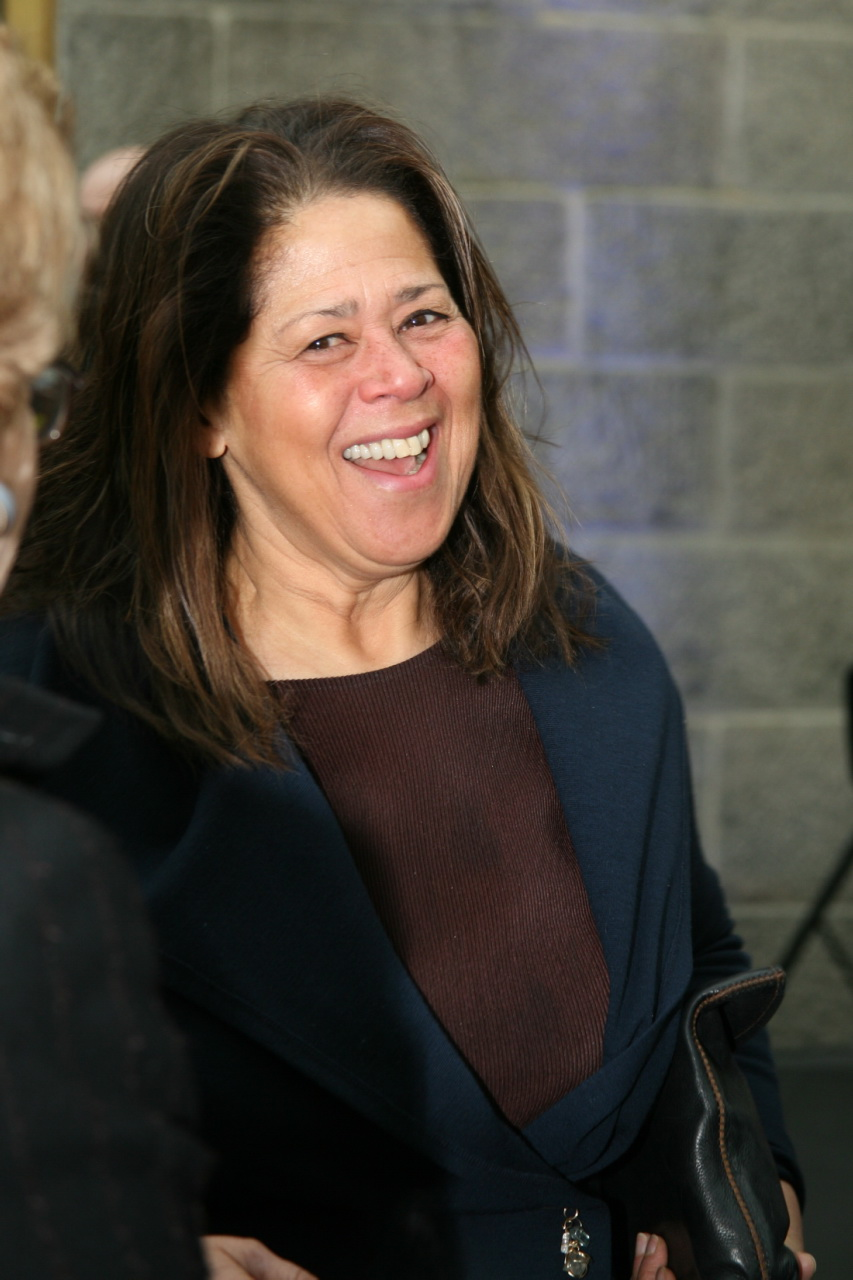
Anna Deavere Smith (* 1950)

- Smith, Anna Nicole (1967–2007), US-amerikanisches Foto- und Erotikmodel sowie FilmschauspielerinAnna Nicole Smith (1967–2007)

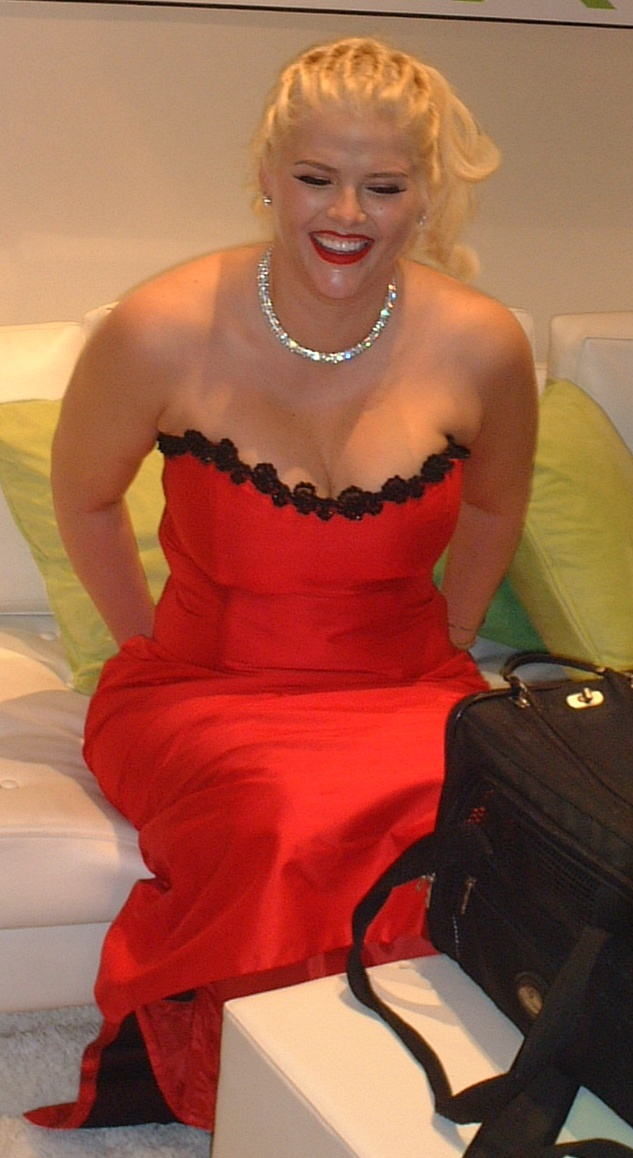
Anna Nicole Smith (1967–2007)

- Smith, Anna Young (1756–1780), US-amerikanische Dichterin und Schriftstellerin
- Smith, Anne, australische Squashspielerin
- Smith, Anne (1941–1993), britische Mittelstreckenläuferin
- Smith, Anne (* 1959), US-amerikanische Tennisspielerin
- Smith, Annedore (* 1951), deutsche Journalistin
- Smith, Annie (* 1939), US-amerikanische Weitspringerin
- Smith, Annie Lorrain (1854–1937), britische Biologin und Hochschullehrerin
- Smith, Annie Morrill (1856–1946), US-amerikanische Botanikerin und Bryologistin
- Smith, Anthony (* 1967), US-amerikanischer American-Football-Spieler
- Smith, Anthony (* 1986), US-amerikanischer Basketballspieler
- Smith, Anthony Lamar († 2011), US-amerikanisches Todesopfer bei einem Polizeieinsatz
- Smith, Antonio (1832–1877), chilenischer Landschaftsmaler

### Smith, Ar
- Smith, Archibald (1813–1872), britischer Anwalt und Mathematiker
- Smith, Archibald Levin (1836–1901), britischer Jurist
- Smith, Arjay (* 1983), US-amerikanischer Schauspieler
- Smith, Arnold (1915–1994), kanadischer Diplomat und ehemaliger Generalsekretär des Commonwealth of Nations
- Smith, Art (1899–1973), US-amerikanischer Schauspieler
- Smith, Arthur (1785–1853), US-amerikanischer Politiker
- Smith, Arthur (1887–1958), südafrikanischer Sportschütze
- Smith, Arthur (1898–1971), US-amerikanischer Old-Time-Musiker und Fiddler
- Smith, Arthur (1921–2014), US-amerikanischer Country-Musiker
- Smith, Arthur (* 1982), US-amerikanischer American-Football-Trainer
- Smith, Arthur D. Howden (1887–1945), US-amerikanischer Journalist, Schriftsteller und Historiker
- Smith, Arthur Reginald (1871–1934), englischer Maler
- Smith, Arthur Ryan (1919–2008), kanadischer Politiker der Progressive Conservative Association of Alberta und Journalist

### Smith, As
- Smith, Ashley (* 1996), südafrikanischer Hindernisläufer
- Smith, Ashton (* 1988), englischer Wrestler

### Smith, Au
- Smith, Austen (* 2001), US-amerikanische Sportschützin
- Smith, Austin (* 1960), britischer Biochemiker
- Smith, Austin (* 1993), US-amerikanischer Tennisspieler

### Smith, Ax
- Smith, Axel (* 1986), schwedischer Schachspieler